# Franca Valeri

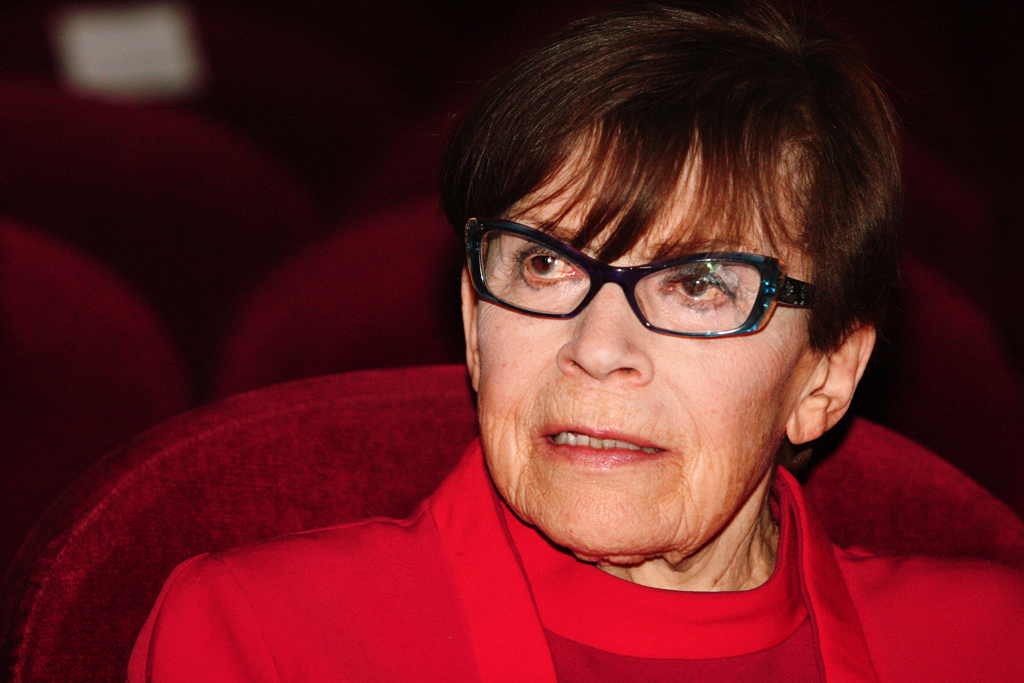
Franca Valeri (2011)

Franca Valeri (eigentlich Alma Franca Maria Norsa; * 31. Juli 1920 in Mailand; † 9. August 2020 in Rom) war eine italienische Schauspielerin und Drehbuchautorin. Ihre aktive Schaffenszeit umfasste mehr als 60 Jahre.

## Leben
Franca Valeri wurde 1920 als Alma Franca Maria Norsa in Mailand geboren. Ihr Vater war jüdisch, weshalb er mit ihrem Bruder in die Schweiz fliehen musste. Sie und ihre nichtjüdische Mutter konnten dank einer gefälschten Identität in Italien bleiben.
Valeri begann ihre Laufbahn 1949 mit Radiosketchen. Ihr Künstlername, den sie seit den frühen 1950er-Jahren trägt, ist eine Hommage an den französischen Poeten Paul Valéry. Ihre erste Filmrolle bekam Valeri 1950 in Lichter des Varieté. In den folgenden Jahrzehnten spielte sie in mehreren Dutzend italienischer Filmproduktionen mit, darunter mehrere Hauptrollen. Zu Valeris bekanntesten Filmen zählen Ein Held unserer Tage (als Witwe De Ritis) und Keine Schonzeit für Blondinen (als Contessa Bernardi). Sie war bis 2014 als Filmschauspielerin tätig.
Valeri war zudem als Drehbuchautorin tätig. So schrieb sie unter anderem 1955 das Drehbuch für die Liebeskomödie Im Zeichen der Venus und 1968 für das Filmdrama Wenn die Liebe lockt. In beiden Filmen wirkte Valeri auch als Darstellerin mit. Zudem verfasste sie Drehbücher für italienische Fernsehserien, Fernsehfilme, Theaterstücke und Opern.
Für ihre Verdienste erhielt Valeri 2011 den Capri Legend Award für ihr Lebenswerk. Sie war im Verlauf ihrer Karriere zudem für insgesamt drei Silver Ribbon Awards des Italian National Syndicate of Film Journalists als beste Schauspielerin nominiert.

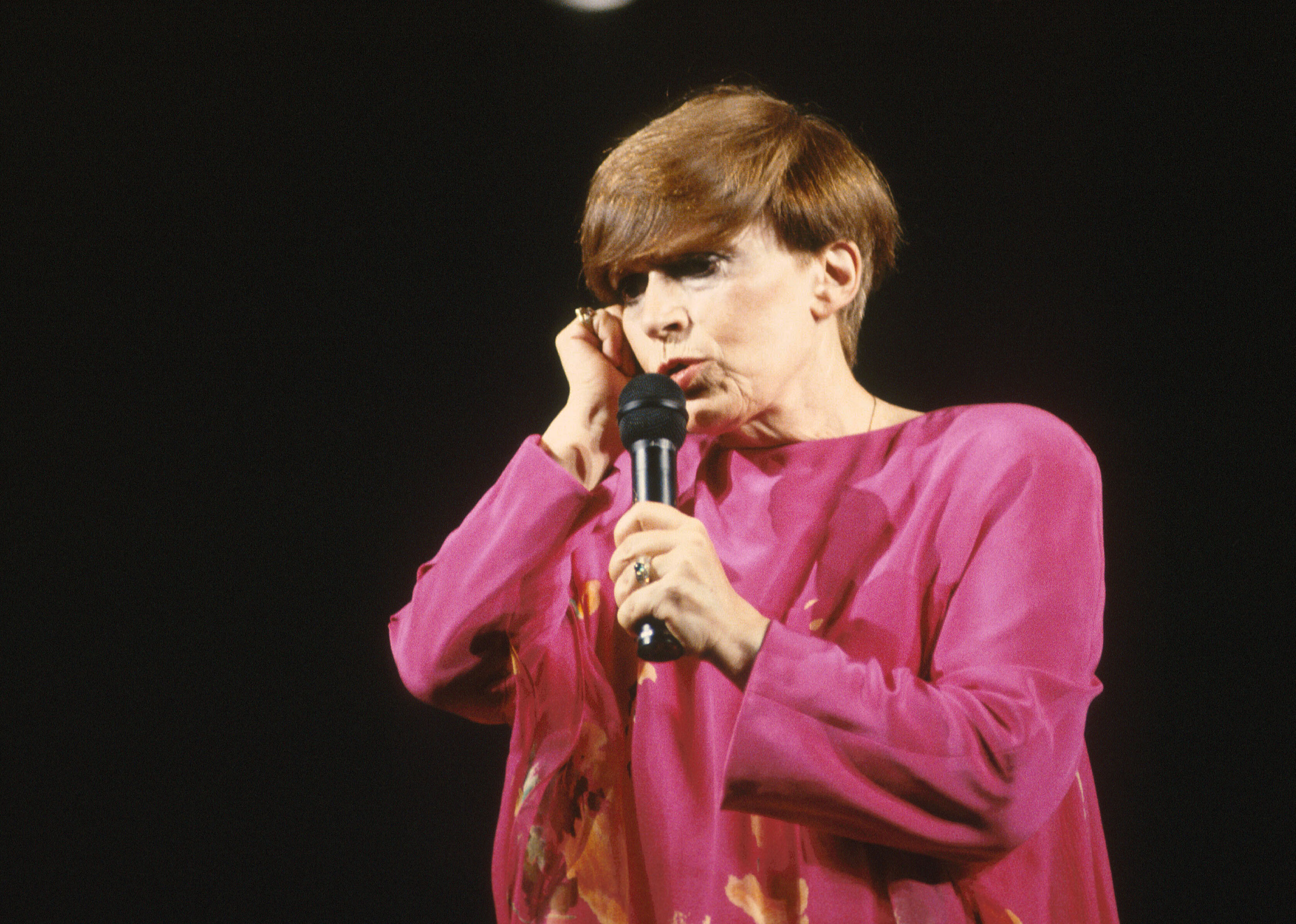
Franca Valeri während eines Auftritts (1990)

Neben ihrer Tätigkeit als Filmschauspielerin war Valeri auch als Theaterdarstellerin tätig. Im Januar 2008 spielte sie unter anderem die Rolle der Solane in Le bonnes am Piccolo Teatro di Milano. Ihre letzte Theatervorstellung gab Valeri 2015 im Alter von 95 Jahren.
2011 wurde Valeri mit Franca, la prima ein eigener Dokumentarfilm gewidmet. Anlässlich ihres 99. Geburtstags fanden seit Juli 2019 landesweit mehrere Veranstaltungen zu ihren Ehren statt, darunter eine Aufführung des von Valeri als Drehbuchautorin mitverfassten Films Männer mögen’s so am Königlichen Palast in Turin sowie eine Ausstellung in Rom. Die Veranstaltungen dauerten bis zum 100. Geburtstag der Schauspielerin am 31. Juli 2020 an, der mit einer Aufführung des Stücks La vedova Socrate in ihrer Heimatstadt Mailand gefeiert wurde.
Franca Valeri war von 1960 bis 1974 mit dem Schauspieler Vittorio Caprioli verheiratet. Die Ehe blieb kinderlos und wurde geschieden. Valeri lebte in Fleming, einem wohlhabenden Viertel in Rom. Ihre Adoptivtochter ist die Sopranistin Stefania Bonfadelli. Franca Valeri starb neun Tage nach ihrem 100. Geburtstag.

## Filmografie (Auswahl)

### Schauspielerin
- 1950: Lichter des Varieté (Luci del varietà)
- 1951: I Due sergenti
- 1952: Totò a colori
- 1953: Römischer Reigen (Villa Borghese)
- 1954: Questi fantasmi
- 1955: Ein Held unserer Tage (Un eroe dei nostri tempi)
- 1955: Die Mädchen vom Fernamt 04 (Le signorine dello 04)
- 1955: Im Zeichen der Venus (Il segno di Venere) (& Drehbuch)
- 1955: Piccola posta
- 1956: Bigamie ist kein Vergnügen (Il bigamo)
- 1957: Keine Schonzeit für Blondinen (La ragazza del Palio)
- 1957: Ehemänner in der Stadt (Mariti in città)
- 1959: Der Witwer (Il vedovo)
- 1959: Arrangiatevi!
- 1959: Non perdiamo la testa
- 1959: Il moralista
- 1960: Rocco und seine Brüder (Rocco e i suoi fratelli)
- 1960: Die Leiche ist im falschen Koffer (Crimen)
- 1961: Leoni al sole
- 1962: I motorizzati
- 1963: I cuori infranti
- 1963: Il giorno più corto
- 1963: Gli onorevoli
- 1963: Le motorizzate
- 1966: Io, io, io… e gli altri
- 1968: Wenn die Liebe lockt (Scusi, facciamo l’amore?) (& Drehbuch)
- 1970: Basta guardarla
- 1972: Das Pferd kam ohne Socken (Ettore lo fusto)
- 1974: Der Spätzünder (Ultimo tango a Zagarol)
- 1974: La signora gioca bene a scopa?
- 1976: L’Italia s’è rotta
- 1980: Zwei Kamele auf einem Pferd (C'est pas moi, c'est lui)
- 1980: Erste Klasse (Un amore in prima classe)
- 2014: Non tutto è risolto (Fernsehfilm)

### Drehbuchautorin
- 1955: Männer mögen’s so (Il segno di Venere)
- 1968: Wenn die Liebe lockt (Scusi, facciamo l’amore?)
- 2014: Non tutto è risolto (Fernsehfilm)